# Die Neue Zeit

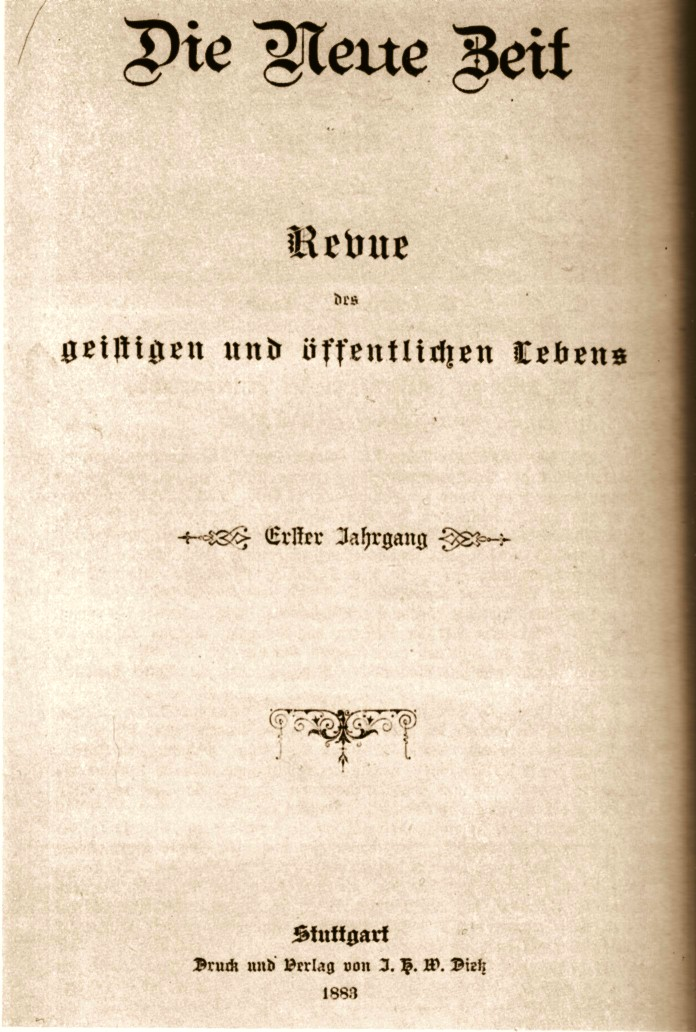
Die Neue Zeit (portada de 1883).

Die Neue Zeit (traducido del alemán: "Los Nuevos Tiempos") fue una revista teórica socialista alemana del Partido Socialdemócrata de Alemania (SPD) que se publicó entre 1883 y 1923. Su sede estaba en Stuttgart, Alemania.

## Historia
Fundada por destacados políticos y teóricos socialistas, la primera edición de la revista se publicó el 1 de enero de 1883. Después de la abolición de las Leyes antisocialistas, la revista pasó de ser mensual a semanal el 1 de octubre de 1890. En 1901 se convirtió en la revista oficial del SPD y en su propiedad. El declive y el fin de la revista se produjeron con la hiperinflación de la década de 1920. Se convirtió en el órgano más importante del SPD, compitiendo con el Sozialistische Monatshefte. Fue editado por Karl Kautsky y de hasta su retirada del SPD en 1917. A continuación, Heinrich Cunow asumió el cargo de redactor jefe.
Die Neue Zeit fue reemplazada por Die Gesellschaft, cuyo primer número se publicó el 1 de abril de 1924.
La revista teórica socialista austriaca Der Kampf se inspiró en Die Neue Zeit.

## Colaboradores destacados
- Eduard Bernstein
- Wilhelm Blos
- Heinrich Cunow
- Friedrich Engels
- Pablo Ernst
- Konrad Haenisch
- Rudolf Hilferding
- Karl Kautsky
- karl korn
- Gustav Landauer
- Paul Lensch
- Guillermo Liebknecht
- Rosa Luxemburgo
- Karl Marx
- Franz Mehring
- Anton Pannekoek
- Alejandro Parvus
- Gueorgui Plejánov
- Christian Rakovski
- Friedrich Schrader
- León Trotski, a través de Kautsky
- Julie Zadek